# John Burn
John Southerden Burn (Richmond, 25 giugno 1884 – Bognor Regis, 28 agosto 1958) è stato un canottiere britannico.
Ha vinto la medaglia di bronzo olimpica nel canottaggio alle Olimpiadi 1908 tenutesi a Londra, nella gara di Otto maschile con Frank Jerwood, Eric Powell, Oswald Carver, Edward Williams, Henry Goldsmith, Harold Kitching, Douglas Stuart e Richard Boyle, a pari merito con la squadra canadese.